# جیفورس سری ۴۰۰

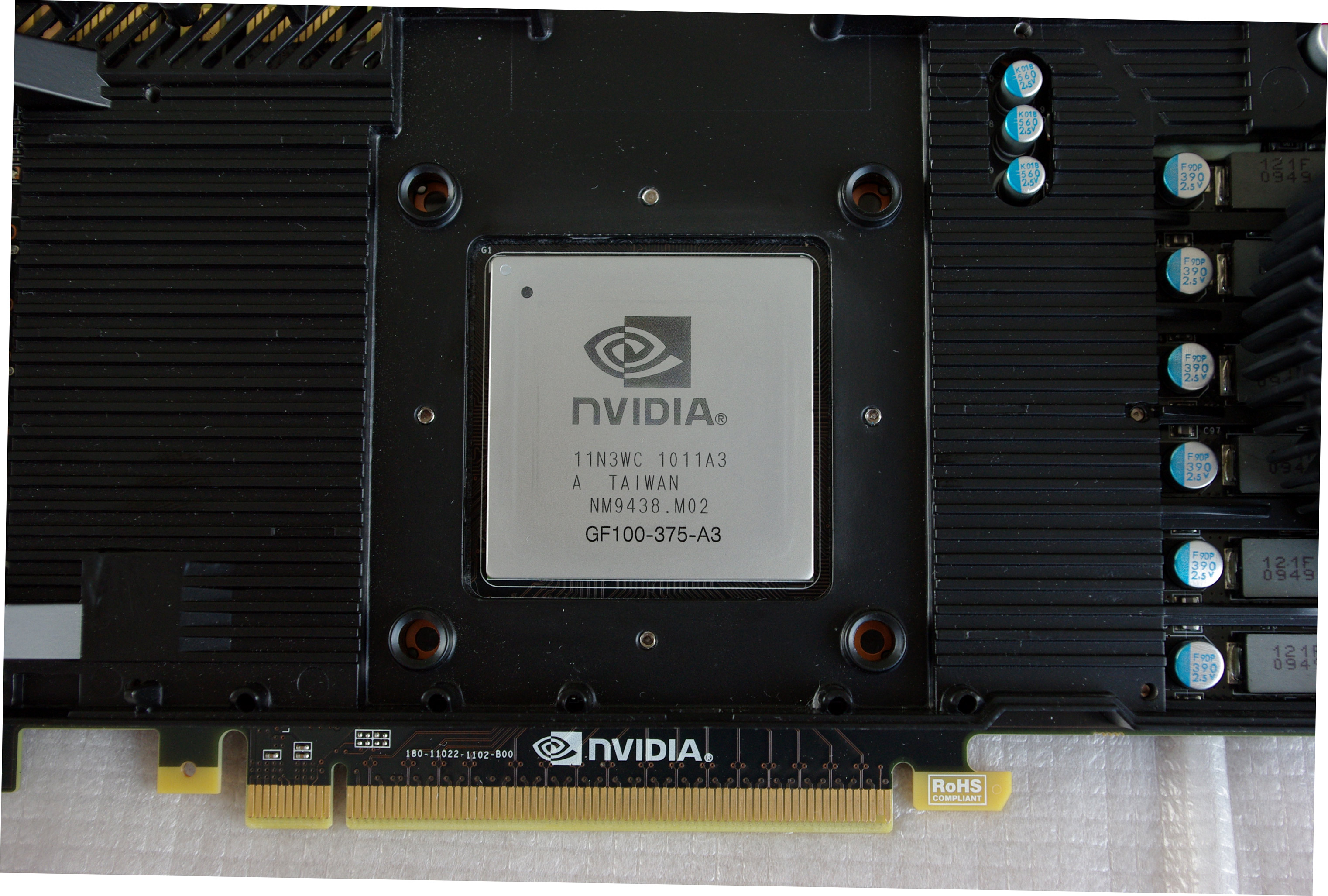
جی‌فورس سری ۴۰۰ انویدیا

جیفورس سری ۴۰۰ (به انگلیسی: Geforce 400 Series) نام یک سری از واحد های پردازش گرافیکی مبتنی بر ریزمعماری فرمی است که توسط انویدیا طراحی و تولید شده اند.
این سری قرار بود که در نوامبر ۲۰۰۹ منتشر شود، اما این کار با تاخیر مواجه شد و نهایتا این سری در ۲۶ مارس ۲۰۱۰ معرفی شد و در آوریل ۲۰۱۰ در دسترس عموم قرار گرفت.